# Disanthus cercidifolius
Disanthus cercidifolius là một loài thực vật có hoa trong họ Hamamelidaceae. Loài này được Maxim. miêu tả khoa học đầu tiên năm 1866.